# Столярова, Тамара Андреевна
Тамара Андреевна Столярова (род. 1926) — советская спортсменка. Мастер спорта СССР. Заслуженный мастер спорта СССР (1958) по академической гребле.
Участница Великой Отечественной войны, была награждена орденом Отечественной войны 2 степени.

## Спортивные достижения
Выступала за спортивное общество «Крылья Советов (Москва)».
Чемпионка СССР в составе восьмёрки в 1955, 1956, 1957 и 1958 годах, в составе четвёрки распашной в 1958 году.
Чемпионка Европы в составе восьмёрки в 1955, 1956, 1957 годах, в составе четвёрки распашной в 1957 году.

## Награды
- Медаль «За трудовую доблесть» (27.04.1957) — «за успехи, достигнутые в деле развития массового физкультурного движения в стране, повышения мастерства советских спортсменов, и успешное выступление на международных соревнованиях»